# 가르시아

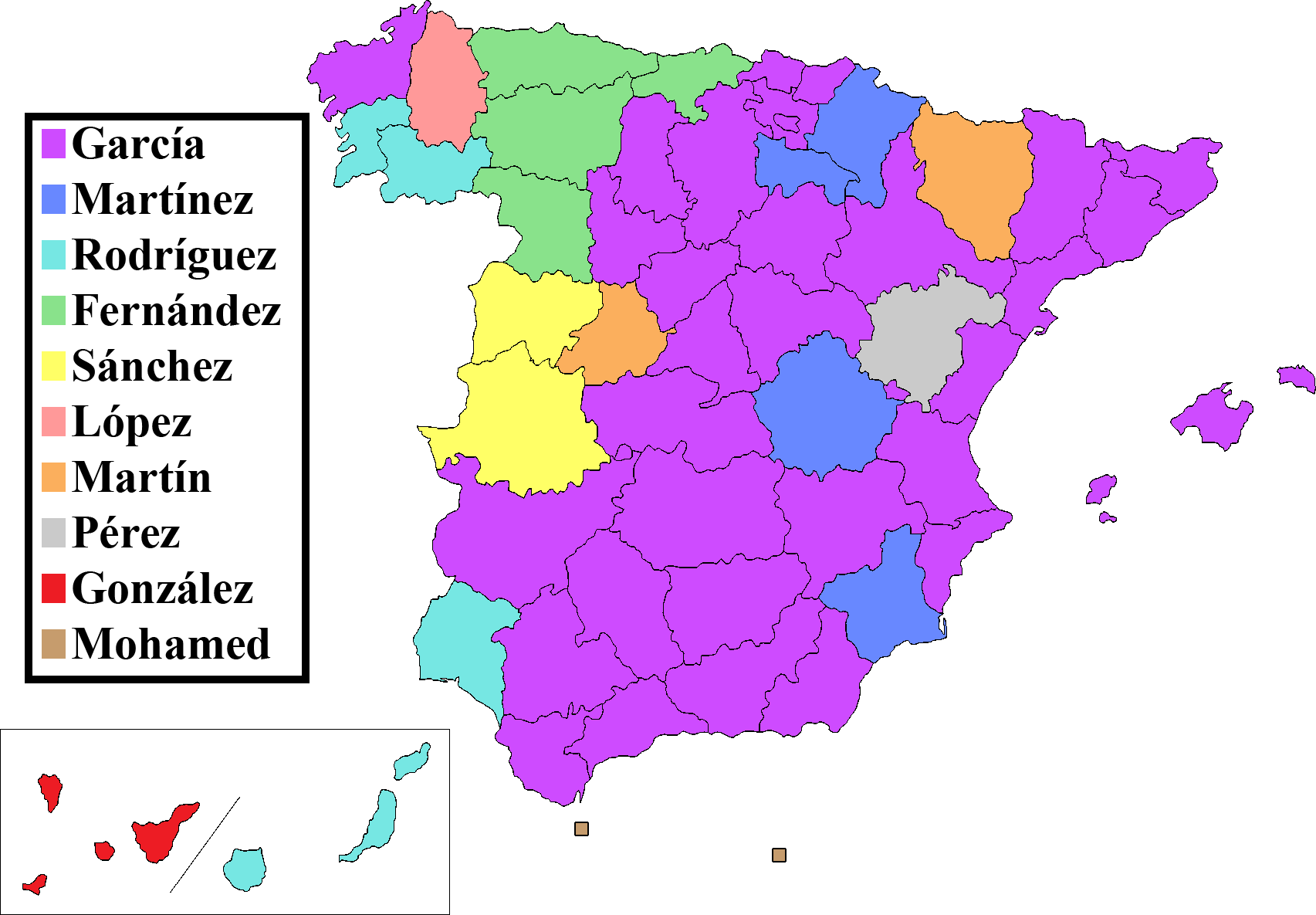
가르시아는 스페인에서 가장 흔한 성씨이다.

가르시아(García)는 히스패닉계의 흔한 성씨이다. 가르시아라는 성의 유래와 기원에는 여러 가지 설이 있다. 가르시아는 스페인에서 가장 흔한 성씨(인구 중 3.32%는 이름을 가르시아로 삼고 있다.)이고, 멕시코에서는 두 번째로 흔한 성씨이다. 또한 이 성씨는 라틴아메리카 이민이 늘어남에 따라 미국에서도 흔해지고 있다.